# Amalia García Miralles
Amalia García Miralles (Alcoy, Alicante, 4 de enero de 1860 - Alcoy, octubre de 1955), conocida como Doña Amalia, fue maestra y una figura relevante por su labor en diferentes servicios públicos en la localidad de Alcoy, en el que invirtió gran parte de su tiempo de manera filantrópica; una mujer que vivió a finales del siglo XIX y principios del XX en un contexto histórico intenso y en proceso de modernización de la ciudad en la que vivía.

## Biografía
Amalia García Miralles nació el 4 de enero de 1860 dentro de una familia trabajadora. Sus padres fueron José García Francés, carpintero, y María Miralles. Estudió letras en Alcoy y posteriormente estudió la carrera de maestra. Fue maestra nacional y, al haber una gran falta de escuelas, se dedicó a impartir clases nocturnas en el convento de San Agustín para las trabajadoras del hogar.
En 1885 se casó con el escultor y músico José Carbonell Vilaplana, autor del altar de las Almas de la parroquia de Santa María. El matrimonio tuvo once hijos, de los cuales sólo sobrevivieron cinco. Doña Amalia enviudó muy prematuramente.
Tras la Guerra Civil, Doña Amalia se retiró al convento del Santo Sepulcro, donde profesó de monja agustina descalza bajo el nombre de Amalia de la Resurrección, acompañada de dos de sus hijas, también religiosas. Allí murió en octubre de 1955, a los 96 años.

## Obra
Tras enviudar, decidió fundar en 1910 en su propio domicilio, junto el capellán del Santo Sepulcro D. José Boronat Payá y el arcipreste de Alcoy, Juan Bautista Escrivá Llorca, la casa de acogida de huérfanos y escuela para niñas y niños de madres trabajadoras, que regentó hasta el 1936. En esta casa las madres trabajadoras podían dejar a sus hijos durante el día: además les daban de comer por 10 céntimos y les daba clases.
Todos los años Doña Amalia organizaba excursiones a la Font Roja con sus alumnos. Fue entonces cuando D. Joaquín Rovira Merita, III conde de Rótova y III barón de la Uixola conoció su labor pedagógica y asistencial; gracias a él obtuvo la casa situada en la calle Embajador Irles. En dicha casa instaló sus clases en la planta alta y en la de abajo habilitó un amplio comedor donde se asistía a alrededor de doscientos menores desprotegidos. Asistió hasta 225 niñas y niños.
Con la ayuda de Mosén Rafael Monllor creó una escuela normalista, conocida como "Escuela del Ave María" y junto José Boronat Payá fundó el Patronato de Obreras del Sagrado Corazón de Jesús, lugar en que impartían clases nocturnas a mujeres trabajadoras. También contribuyó con la creación de una residencia de mujeres mayores, donde disponían de una pequeña habitación, derecho a cocina, lavaderos, y otros servicios por una peseta al mes.
Desde el 12 de agosto de 1922, pudo organizar las primeras colonias de verano para escolares en la casa "Molino de Fuego", comprada por el Ayuntamiento de Alcoy en la playa de Villajoyosa y donde las niñas y niños, habituados a vivir en los barrios obreros de Alcoy en casas pequeñas, insalubres y con mala ventilación, podían disfrutar del aire libre y el mar.